# Українська Соціалістична Партія (1900)
Українська Соціалістична Партія (УСП) — заснована 1900 в Києві, діяла на Правобережжі.
Складовою частиною національної партійно-політичної системи, яка сформувалася у Наддніпрянщині на початку XX ст., була Українська соціалістична партія, у якій органічно поєднувались самостійницькі і соціалістичні елементи. Українська соціалістична партія, засновником і ідеологом якої був Б. Ярошевський, була створена, як і РУП, у 1900 р.
Створення УСП відбулося під безпосереднім впливом польської революційної думки та практики. Тому з основних загальнополітичних і соціально-економічних питань УСП солідаризувалася з ППС, виступаючи за революційне знищення царизму, утвердження широких демократичних прав і свобод, "звільнення трудящих від капіталістичного гніту" й усуспільнення землі та засобів виробництва як кінцеву мету боротьби. Близьке знайомство з теоретичною спадщиною ППС, яка була на той час однією з найдосвідченіших революційних організацій Росії, дало змогу УСП порівняно швидко розробити власний програмний документ, яким став «Нарис програми Української партії соціалістичної», надрукований влітку 1900 р. в одній із підпільних друкарень Наддніпрянщини.

## «Нарис програми Української партії соціалістичної»
Аналіз соціально-економічного та політичного становища українських земель у складі Російської й Австро-Угорської імперій дав змогу авторам «Нарису» чітко поставити питання щодо поєднання національно-визвольної та соціалістичної боротьби. «Як утиск наш є трикратний, – зазначалося в програмному документі, – економічний, політичний та національний, так само і наше визволення мусить бути повне, мусить дати нам простір жити вигідно, свобідно і в повнім розвою національнім».
Зазначимо, що УСП перебувала під впливом Польської соціалістичної партії (ППС) і Революційної української партії, галицьких соціалістів і радикалів та російських ліберальних народників, національно-ліберальних громадівців В. Антоновича, Б. Познанського, Т. Рильського, К. Михальчука, Київської групи українських соціал-демократів під керівництвом Лесі Українки та І. Стешенка. Це позначилося і на програмі партії, основні положення якої були розроблені у 1901–1902 рр. у брошурах «Нарис програми Української партії соціалістичної» та «До програми Української соціалістичної партії», а також на сторінках журналу «Добра новина».
Проаналізувавши соціально-економічне та політичне становище українських земель у складі Російської та Австро-Угорської імперій, автори «Нарису» чітко поставили питання про необхідність поєднання національної і соціалістичної боротьби. Важливим напрямом діяльності УСП мало бути забезпечення умов для побудови «демократичної Української республіки» на таких принципах: 
а) загальне виборче право; 
б) повна рівноправність націй, що населяють Україну; 
в) рівність усіх громадян краю; 
г) громадське самоврядування; 
ґ) свобода слова, друку, сходок, зібрань; 
д) поступове усуспільнення засобів виробництва, у тому числі землі. 
Ліквідація будь-якої залежності України від Росії розглядалася як необхідний крок для проведення радикальних реформ. Єдиною програмою, здатною забезпечити успішний розвиток України, була, на думку партії, програма соціалістична. Отже, УСП тісно пов’язувала національне та соціальне питання, елементи самостійництва із соціалістичними ідеями.
Українська соціалістична партія визнавала використання різноманітних тактичних засобів боротьби за реалізацію програмних положень: від просвітницької роботи у масах до всенародного збройного повстання, але реальним вважала тільки перший шлях, який вів до пробудження національної свідомості і можливого утворення власної державності.
УСП залишила помітний слід у суспільно-політичному русі, насамперед тим, що її програма наголошувала на існуванні національного та соціального гніту й вимагала утворення незалежної Української республіки.

## «Добра новина»
«Добра новина» – газета, неперіодичний друкований орган Української соціалістичної партії (УСП). Видавалася у Львові протягом 1900–03. Всього вийшло 7 номерів. Перші два номери підготував і відредагував лідер УСП Б.Ярошевський. 1903, після короткочасного злиття Революційної української партії з УСП, вийшли два подвійні (3–4 і 5–6) номери, які редагувала редколегія і які призначалися для міського пролетаріату. Наприкінці 1903, уже після розриву РУП з УСП, вийшов останній, сьомий номер "Д.н.", підготовлений Б.Ярошевським.